# Bettendorf
Bettendorf (luxembourgsk: Bettenduerf) er en kommune og et byområde i Luxembourg. Kommunen, som har et areal på 23,24 km², ligger i kantonen Diekirch i distriktet Diekirch. I 2005 havde kommunen 2.384 indbyggere. 

## Galleri
- Bettendorf Slot
- Udsigt over byen
- Landsbyen Gisldorf i Bettendorf Kommune